# Hans van Goor
Hans van Goor (Zwaag, 1970) is een voormalig langeafstandzwemmer en was bestuurder bij de DSB Groep. Van Goor is getrouwd geweest met marathonzwemster Edith van Dijk en was behalve haar echtgenoot ook haar coach. Hij is mede eigenaar van o.a..Studio Baarn.

## Topsport
Als langeafstandszwemmer werd Van Goor acht keer Nederlands kampioen. In 1991 won hij brons op de 5 kilometer openwater tijdens de Europese kampioenschappen welke voor het openwaterzwemmen in Terracina, Italië plaatsvonden. In 1993 won hij zilver op de 25 kilometer openwater tijdens de EK die in Slapy, Tsjechië plaatsvonden. In 1994 werd hij tweede in de World Series. In september 1995 bedwong hij Het Kanaal, van Dover naar Cap Gris-Nez, in 8 uur en 2 minuten. Deze tijd zou tot 2003 het Europees record blijven.

## Loopbaan
Van 1988 tot en met 1994 heeft Van Goor handelsrecht en econometrie gestudeerd aan de Vrije Universiteit van Amsterdam. Naast zijn bezigheid als topsporter studeerde hij in 1994 tegelijk af in handelsrecht en econometrie. In 1994 trad hij in dienst bij de DSB Groep. Voor Scheringa vormde Van Goor een 'onweerstaanbare combinatie van sport, intellect en nuchterheid'. Zelf spreekt Van Goor van 'een kwestie van discipline'.
Van Goor begon bij DSB als directiesecretaris, werd manager van de schaatsploeg van DSB, daarna directeur Verkoop en sinds 2005 was hij 'Chief Operating Officer' (COO) in de raad van bestuur van DSB. Van Goor was daarmee de rechterhand van bankdirecteur Dirk Scheringa. In 2008 en 2009 kwam Van Goor met regelmaat in de publiciteit doordat hij optrad als woordvoerder van DSB in verschillende tv-programma's waaronder TROS Radar en NOVA.
Naast zijn woordvoerderschap voor DSB heeft Van Goor als directeur Verkoop een belangrijke rol gespeeld in de verkoopactiviteiten van DSB. In een interview met de Volkskrant (14 oktober 2009) deelde Van Goor mee dat het verdienmodel van DSB had moeten worden aangepast. 'Maar op dat moment ga je mee (...) in de markt', aldus Van Goor, waarmee hij zei dat ook andere banken dezelfde wijze van opereren kennen als DSB. Hij noemde de ondergang van DSB 'de grootste bankroof aller tijden'.